# Chipman (Alberta)
Chipman est un village (village) du Comté de Lamont, situé dans la province canadienne d'Alberta.

## Démographie
En tant que localité désignée dans le recensement de 2011, Chipman a une population de 284 habitants dans 134 de ses 144 logements, soit une variation de 12.3% avec la population de 2006. Avec une superficie de 9,612 9 km2, village possède une densité de population de 29,543 6 hab/km2 en 2011.
Concernant le recensement de 2006, Chipman abritait 238 habitants dans 107 de ses 113 logements. Avec une superficie de 0,618 9 km2, village possédait une densité de population de 384,6 hab/km2 en 2006.
| 2001 | 2006 | 2011 | 2016 |
| ---- | ---- | ---- | ---- |
| 247  | 238  | 284  | 274  |